# Alpii Provensali
Alpii Provensali, situați în regiunea franceză Provența-Alpi-Coasta de Azur), reprezintă o ramificație vestică a Alpilor Maritimi. Ei sunt situați în sud-estul Franței și se învecinează la nord cu Alpii Dauphiné, la vest cu Ronul, iar în sud cu Marea Mediterană. Masivele de coastă Maures și Estérel sunt considerate ca făcând parte din acest lanț muntos.
Alpii Provensali sunt străbătuți de râurile Durance, Var, Argens și Verdon.
Cea mai pitorească atracție a zonei o constituie Cheile Verdon-ului (Marele Canion al Verdon-ului) și stațiunea Castellane.